# Alfa Romeo Alfasud
El Alfa Romeo Alfasud (tipos 901, 902 y 904) fue un turismo producido producido por Alfa Romeo entre 1972 y 1984. Su nombre proviene de ser el primer vehículo en ser ensamblado en la nueva planta de la sociedad napolitana de construcción de vehículos Alfasud en Pomigliano de Arco, una nueva compañía fruto del joint-venture entre Alfa Romeo y Finmeccanica con participación pública del estado Italiano para desarrollar el sur del país. 

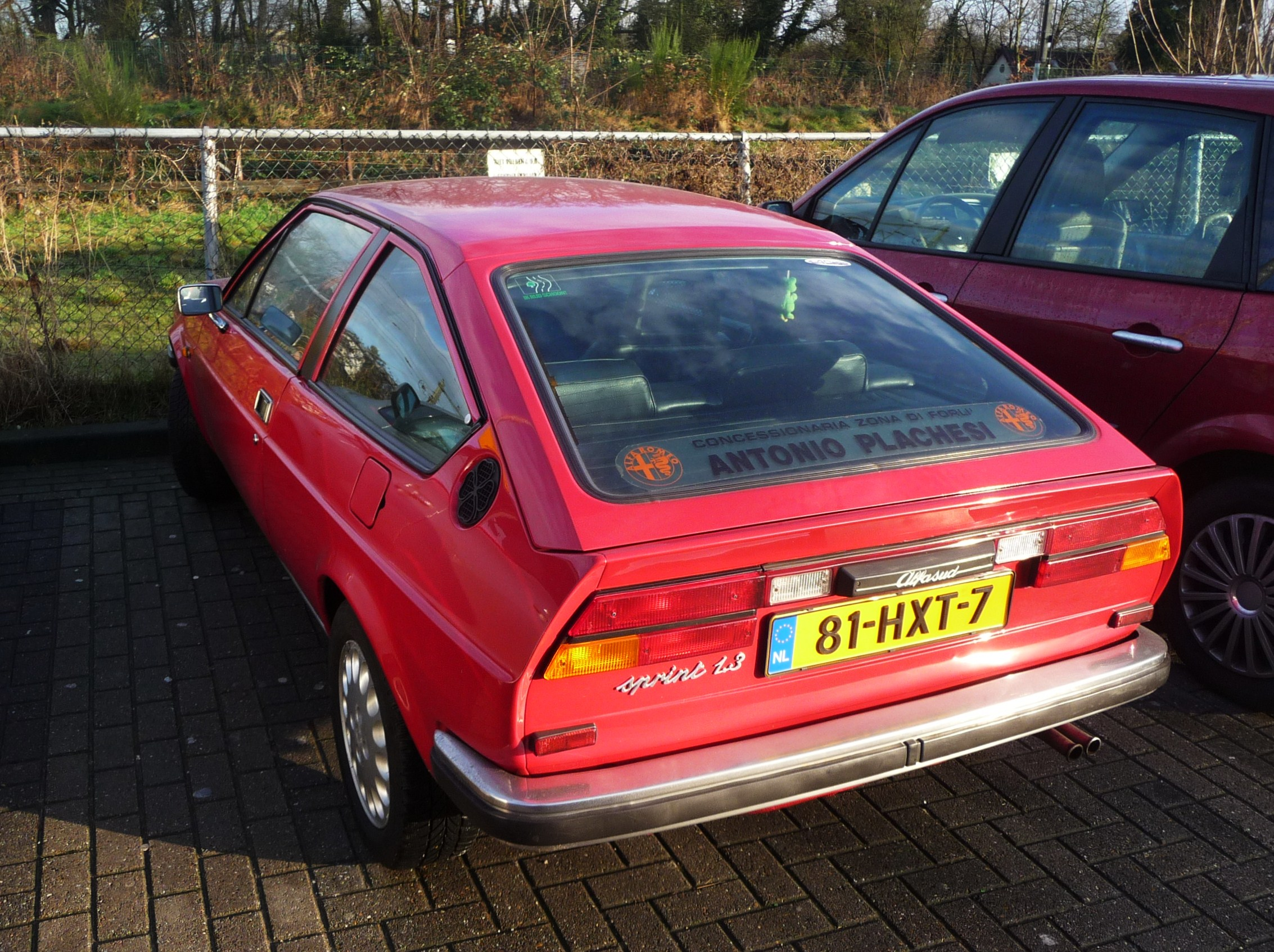
1979 Alfa Romeo Alfasud Sprint 1.3

La versión coupé llamada Alfasud Sprint (también conocida simplemente como Sprint) fue presentada en el 1976 y se produjo hasta 1989. El Alfasud es el modelo más vendido en la historia de la Alfa Romeo con 1.017.387 ejemplares producidos.

## Historia
El Alfasud fue uno de los primeros compactos europeos, presentado dos años antes que el Volkswagen Golf, anticipó junto con el Austin Allegro el concepto de vehículo europeo del Segmento C -tras el éxito del ligeramente mayor Simca 1100-. Sin embargo, algunas de sus características, propias del diseño del ingeniero austriaco Rudolf Hruska que se hizo cargo del proyecto Alfasud desde cero, hacen del Alfasud un vehículo peculiar. 
Lo más característico del vehículo es su motor boxer de cilindros opuestos ubicado longitudinalmente en el vano motor y con los discos de freno a la salida del diferencial, otra característica propia de Alfa fue la utilización de un tren trasero rígido con un mecanismo de Watt para guiarlo lateralmente.
Por otra parte su carrocería de dos volúmenes con dos o cuatro puertas laterales no contaba inicialmente con portón trasero sino que la luna trasera era fija. 
Presentado en 1971 y con las primeras entregas en 1972, tuvo dos reestyling en 1977 -seconda serie- y 1980 -terza serie- que lo mantuvieron en venta hasta al aparición del Alfa Romeo 33

## Motorizaciones
| Modelo                    | Disponibilidad   | Motor    | Cilindrada (cm³) | Potencia       | Par Máximo (Nm) | Emisiones CO2(g/Km) | 0–100 km/h(segundos) | Velocidad max(Km/h) | Consumo medio(Km/l) |
| ------------------------- | ---------------- | -------- | ---------------- | -------------- | --------------- | ------------------- | -------------------- | ------------------- | ------------------- |
| 1.2                       | del 1975 al 1984 | Gasolina | 1186             | 50 kW (68 Cv)  | 90              | n.d                 | n.d                  | 160                 | 12.3                |
| TE Trofeo                 | del 1976 al 1981 | Gasolina | 1286             | 92 kW (126 Cv) | 137             | n.d                 | n.d                  | 185                 | n.d                 |
| 1.3 Super (1351 cc)       | del 1978 al 1980 | Gasolina | 1352             | 52 kW (71 Cv)  | 104             | n.d                 | n.d                  | 160                 | n.d                 |
| 1.3 SC                    | del 1978 al 1983 | Gasolina | 1352             | 58 kW (79 Cv)  | 110             | n.d                 | n.d                  | 163                 | 12.5                |
| 1.3 te                    | del 1978 al 1984 | Gasolina | 1352             | 63 kW (86 Cv)  | 118             | n.d                 | n.d                  | 174                 | 12.1                |
| 1.5 Super                 | del 1978 al 1984 | Gasolina | 1490             | 61 kW (84 Cv)  | 120             | n.d                 | n.d                  | 167                 | 12.7                |
| 1.5 te                    | del 1980 al 1984 | Gasolina | 1490             | 69 kW (95 Cv)  | 130             | n.d                 | n.d                  | 173                 | 12.2                |
| 1.5 te Quadrifoglio Verde | del 1982 al 1984 | Gasolina | 1490             | 77 kW (105 Cv) | 133             | n.d                 | n.d                  | 183                 | 11.6                |